# Tipula (Eumicrotipula) accumulatrix
Tipula (Eumicrotipula) accumulatrix is een tweevleugelige uit de familie langpootmuggen (Tipulidae). De soort komt voor in het Neotropisch gebied.